# Cadlina luarna
Cadlina luarna is een slakkensoort uit de familie van de Cadlinidae. De wetenschappelijke naam van de soort werd voor het eerst geldig gepubliceerd in 1967 door Er. Marcus & Ev. Marcus.